# Valerij Issidorowitsch Dill

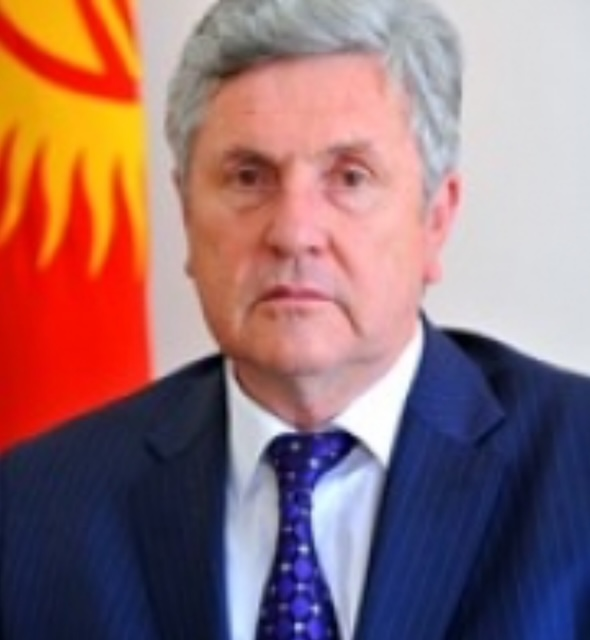
Valerij Dill (2015)

Valerij Issidorowitsch Dill (* 20. September 1953 in Aktau, Kasachstan) ist ein deutschstämmiger Politiker in Kirgistan und eine zentrale Figur in der russlanddeutschen Gemeinschaft.

## Frühes Leben und Bildung
Valerij Dill stammt aus einer deutschstämmigen Familie in Kasachstan. Nach seinem Schulabschluss studierte er von 1977 bis 1981 an der Führungsschule öffentlicher Verwaltung. Es folgten weitere Studiengänge an der Kirgisischen Staatlichen Universität und der Kirgisischen Agrar-Universität. Von 2002 bis 2004 absolvierte er ein Promotionsstudium der Volkswirtschaftslehre an der Kirgisisch-Russischen Slawischen Universität Bischkek. Zudem erweiterte er seine Kenntnisse durch ein Studium am George C. Marshall Europäischen Zentrum für Sicherheitsstudien in Deutschland.
Er diente in Wladiwostok als Marineoffizier.

## Politische Karriere
Valerij Issidorowitsch Dill hat über mehrere Jahrzehnte hinweg bedeutende Positionen in der kirgisischen Politik und Wirtschaft eingenommen. 1981 schloss er die Höhere Militärschule für Kommunikation in Kemerowo ab und trat der Marine bei. Von 1987 bis 1991 war er Vorsitzender des Exekutivkomitees des Rajons Panfilow. In den Jahren 1991 bis 1993 übernahm Dill den Vorsitz der Deutsch-Kirgisischen Unternehmerstiftung und war zudem von 1991 bis 2005 Mitglied des Parlaments der Kirgisischen Republik, wo er als Vorsitzender des Ausschusses für Recht und Verfassungsschutz wirkte. Seit 1993 führt er die Russlanddeutschen in der Kirgisischen Republik.
Im Zeitraum von 2006 bis 2007 war Dill politischer Berater des Premierministers der Kirgisischen Republik und bekleidete von 2008 bis 2013 die Position des ersten stellvertretenden Direktors der Direktion für Energie in Kirgisistan. Seine politische Tätigkeit setzte er als Vize-Premierminister der Kirgisischen Republik für Investitionen und Entwicklung von 2014 bis 2015 fort. Seit 2016 ist er als politischer Berater des Vize-Premierministers in Fragen der wirtschaftlichen Entwicklung tätig.

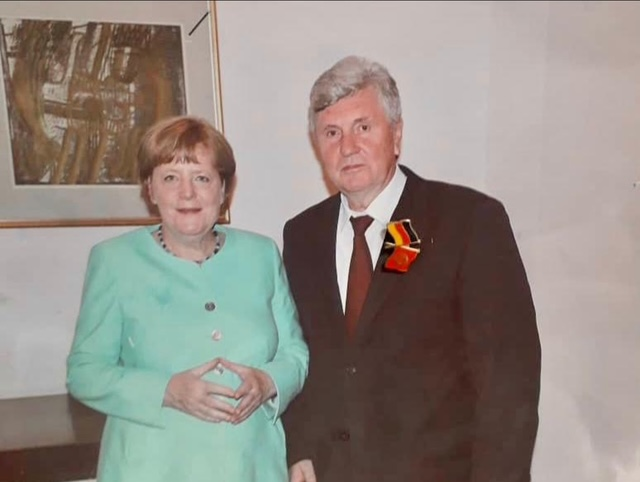
Bundeskanzlerin Angela Merkel während ihres ersten offiziellen Besuchs in Kirgistan mit Valerij Dill.
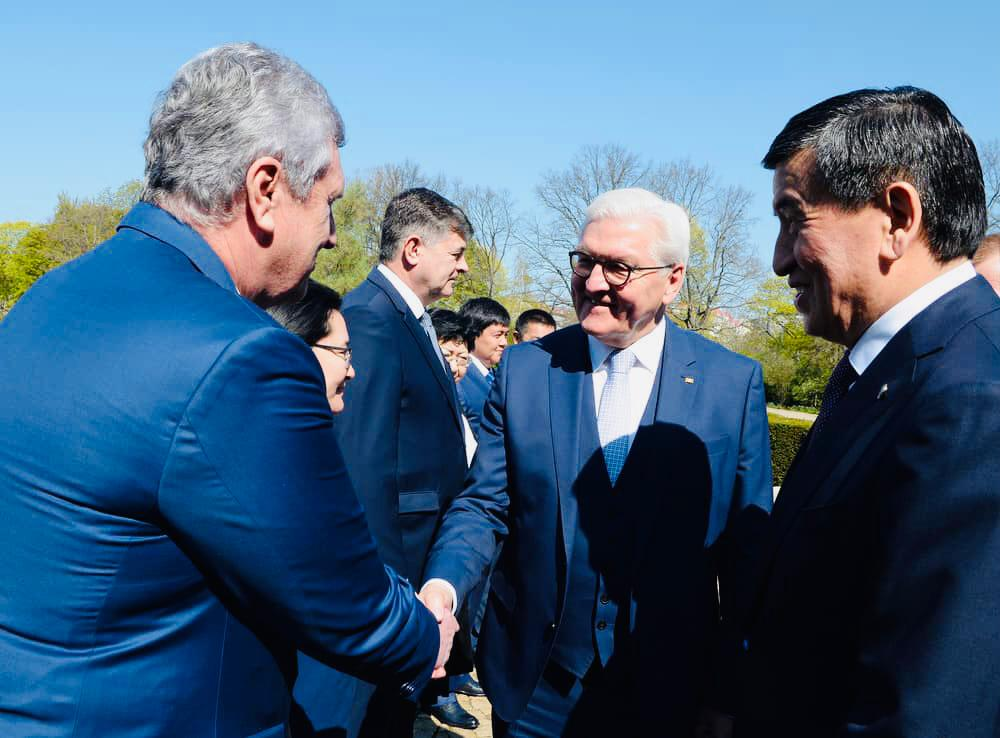
Valerij Dill (links) bei einem Treffen mit Bundespräsident Frank-Walter Steinmeier (Mitte) im Schloss Bellevue (Berlin).
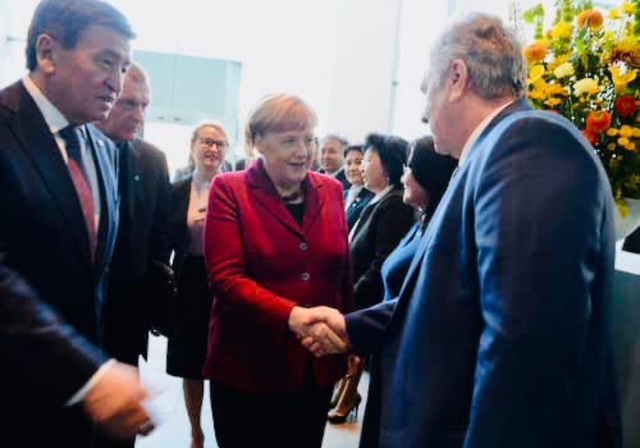
Valeij Dill mit Bundeskanzlerin Angela Merkel bei seinem Besuch in Berlin.

## Engagement für Russlanddeutsche in Kirgisistan
Ein besonderer Schwerpunkt von Dills Arbeit liegt im Einsatz für die Russlanddeutschen in Kirgisistan. Seit 1993 ist Dill Vorsitzender des Volksrates der Deutschen in Kirgisistan. Er gründete den Volksrat der Russlanddeutschen in Kirgisistan und war maßgeblich daran beteiligt, ihre Stimme sowohl auf nationaler als auch auf internationaler Ebene zu stärken. Unter seiner Führung wurden zahlreiche kulturelle und soziale Projekte initiiert, die die Traditionen und das Erbe der Russlanddeutschen bewahren und fördern. Dill engagierte sich für humanitäre Hilfe durch den Internationalen Wohltätigkeitsfonds.

## Beitrag zur Deutsch-Kirgisischen Zusammenarbeit
Valerij Dill spielte eine zentrale Rolle in der Stärkung der Beziehungen zwischen Kirgisistan und der Bundesrepublik Deutschland. Er war maßgeblich an der Entstehung von Abkommen in den Bereichen Wirtschaft, Investitionspolitik und der Beseitigung der Doppelbesteuerung beteiligt. Dill wirkte auch an zahlreichen Projekte mit, wie dem Bau eines Wasserkraftwerks mit deutscher Technologie. Darüber hinaus war er einer der Organisatoren des „Ersten Tages der deutschen Wirtschaft“ in Kirgisistan und setzte sich für die Förderung der deutschen Sprache und Kultur in der Region ein.

## Auszeichnungen und Ehrungen
Für seine Verdienste um die deutsch-kirgisischen Beziehungen wurde Dill mehrfach ausgezeichnet. 2019 wurde ihm das „Große Verdienstkreuz mit Stern“ der Bundesrepublik Deutschland verliehen. Diese Auszeichnung würdigt seine langjährige Arbeit zur Förderung der wirtschaftlichen, kulturellen und politischen Zusammenarbeit zwischen Kirgisistan und Deutschland.
Weitere bedeutende Auszeichnungen umfassen:
- Orden „Manas III“
- Orden „Katharina die Große“ sowie die „Silbermedaille des Papstes“
- Orden der Völkerversammlung in Kirgistan

## Mitgliedschaften und weitere Tätigkeiten
Dill ist in zahlreichen nationalen und internationalen Organisationen aktiv, darunter:
- Seit 1993: Mitglied des Vorstandes der Völkerversammlung der Kirgisischen Republik
- Seit 1993: Vorsitzender des Deutschen Roten Kreuzes in Kirgisistan
- Seit 1993: Vorsitzender des Unternehmerverbandes „Deutschland-Kasachstan-Kirgisistan“
- Seit 1995: Mitglied des Vorstandes der Föderalistischen Union Europäischer Nationalitäten (FUEN)[14]

## Privates
Valerij Dill spricht fließend Russisch, Deutsch und gut Kirgisisch. Er ist ein begeisterter Sportler und Musiker, spielt Gitarre und hat ein tiefes Interesse an kulturellen Aktivitäten.